# Scolecitrichopsis ctenopus
Scolecitrichopsis ctenopus är en kräftdjursart som först beskrevs av Giesbrecht 1888.  Scolecitrichopsis ctenopus ingår i släktet Scolecitrichopsis och familjen Scolecitrichidae. Inga underarter finns listade i Catalogue of Life.